# Damiano David
Pour les articles homonymes, voir David (patronyme).
Damiano David, né le 8 janvier 1999 à Rome, est un auteur-compositeur-interprète italien.
Il est surtout connu pour être le chanteur du groupe de rock italien Måneskin, qui a remporté le Festival de Sanremo 2021 puis le Concours Eurovision de la chanson 2021 pour l'Italie avec la chanson Zitti e buoni.

## Biographie

### Origines et débuts
Damiano naît à Rome, en Italie. Il est le fils de Daniele David, steward, et Rosa Scognamiglio, hôtesse de l'air. En raison de la nature du travail de ses parents, lui et son frère aîné Jacopo voyagent dans le monde entier dès leur plus jeune âge ; ce mode de vie les initie à diverses cultures. Jusqu'à l'âge de 17 ans, il montre un certain talent en jouant au basket en tant que meneur de jeu au club local Eurobasket Roma. Il se souvient plus tard que l'expérience du basket lui a donné une discipline fondamentale pour réussir dans sa vie,,.
Damiano David commence à chanter à l'âge de six ans. 

### Måneskin
Il rencontre Victoria De Angelis et Thomas Raggi, avec qui il forme Måneskin, pendant ses années de lycée. Il étudie au lycée linguistique Eugenio Montale à Rome, mais il ne termine pas ses études secondaires et se consacre rapidement à sa carrière musicale, pour laquelle il a le soutien de ses parents. Lorsqu'il est présenté au poste de chanteur pour leur groupe local, il est d'abord rejeté parce que son style est alors considéré comme « trop pop », mais son insistance à faire partie du groupe lui permet finalement de se faire accepter,. Damiano change rapidement son comportement et son style, en particulier son personnage de scène, parce qu'il apprend à s'exprimer librement. Le groupe, formé en 2016, joué d'abord comme amuseurs publics dans les rues de Rome,, mais en 2017, ils prennent rapidement de l'importance lorsqu'ils terminent deuxième de la onzième saison de l'émission de talents italienne X Factor. Le groupe fait des débuts décisifs avec l'album studio Il ballo della vita et une tournée en 2018 et 2019. En 2021, leur deuxième album studio Teatro d'ira: Vol.I a été publié,.
Après leur victoire au Concours Eurovision de la chanson 2021, il a été faussement accusé de consommation de drogue lors de la finale,,,. Damiano lui-même a déclaré dans son interview pour Vogue Italia, « nous ne tombons pas dans le stéréotype de la rock star alcoolique et droguée ». Il estime que la créativité vient d'un esprit « sain, entraîné et lucide » et qu'il est contradictoire d'essayer de vraiment exprimer « notre propre personne en nous liant à quelque chose qui nous rend plutôt dépendants, esclaves », faisant également référence au club des 27.
Cependant Damiano s’affiche clairement et sans détour sur la plateforme Instagram avec du cannabis et se revendique fumeur régulier.
Damiano reprend la chanson I Wanna Be Your Dog et interprète également le personnage de Jeffrey, assistant du principal antagoniste, pour le doublage italien du film Cruella de 2021.

### Carrière solo
En 2024, Damiano David entame une carrière solo. Il annonce qu'il a écrit plus de 70 chansons à la suite d'une rupture amoureuse en 2023. 
Son premier album solo "FUNNY little FEARS" sort le 16 mai 2025. Il se compose de quatorze titres. L'album a été précédé par la sortie de trois singles : Silverlines, Born with a Broken Heart et Next Summer entre septembre 2024 et février 2025.
Pour promouvoir son album, Damiano David entamera sa première tournée de concerts solo en 2025.
Son album évoque ses peurs qui, d'après lui, ont toujours été un obstacle et une honte dans sa vie le poussant à l'isolement.

## Style de musique
Une partie du succès du groupe est liée à la performance vocale, au look de scène et à sa personnalité,. En 2017, le juge de X-Factor, Fedez, a déclaré que Damiano était un véritable leader. En 2021, Manuel Agnelli le vantait en des termes similaires pour avoir le « charisme naturel des grands chanteurs ». Son style vocal en 2017 a été décrit comme ayant un « timbre vocal reggae qui lui permet de traiter le répertoire rock, étant donné que les influences musicales du groupe vont du rock indé à la soul, en passant par la pop ». Son look androgyne caractéristique et son style vestimentaire sur scène sont considérés comme un mélange de hippie, de vintage et de glam rock des années 1970,,, ce pourquoi il a été qualifié d'icône de la mode italienne.

## Vie privée
Damiano David fut, pendant plus de six ans, en couple avec la mannequin, influenceuse et activiste féministe italienne Giorgia Soleri,,. Il annonce, le 8 juin 2023, leur rupture.
Depuis il a annoncé être en couple avec Dove Cameron.
Damiano David parle couramment l'anglais et un peu l'espagnol et le français. Il est un défenseur des droits raciaux et LGBT. Il est également un fan du club de football AS Roma.
Il aime le symbolisme des ailes et le mythe d'Icare et il a un tatouage d'ailes et une citation faisant référence à Icare sur sa hanche. Il utilise le terme « Ykaaar » comme nom d'utilisateur sur la plateforme de médias sociaux Instagram,  jusqu’au 8 septembre 2023, qu’il change ensuite pour « damianodavid ».
Son père, Daniele David, joue dans la vidéo de son single Next Summer.

## Discographie

### Singles
- 2024 : Silverlines
- 2024 : Born With a Broken Heart
- 2025 : Next Summer
- 2025 : Voices (promotionnel)
- 2025:  Zombie Lady